# Diseae
Diseae é uma tribo de orquídeas (família Orchidaceae), composta principalmente por espécies terrestres, contando quase de quatrocentas espécies, divididas por onze gêneros, distribuídos por cinco subtribos. As orquídeas pertencentes a esta subfamília estão presentes principalmente na África. Apenas dois gêneros Disperis e Satyrium existem na Ásia.
Caracterizam-se por apresentarem raízes ou caules tuberosos; flores usualmente com viscídio duplo, polínias sésseis, caudículos algo proeminentes; coluna curta e apoda, não constrita na base da antera, esta tombada a partir da coluna, com base na parte superior; as flores em regra apresentam diversos formatos de calcar e este é duplo quando formado pelo labelo.

## Taxonomia
A presente classificação apresenta cinco subtribos divididas em onze gêneros e 389 espécies:

### Subtribo Brownleeinae
Brownleeinae já foi parte da subtribo Disinae, mas análises moleculares recentes situam-na como autônoma, caracterizada por apresentar espécies de plantas com flores de sépalas dorsais com calcar longo ou saquiforme e labelo estreito, quase linear, ereto e mais curto que a coluna, e pétalas dispostas junto à sépala dorsal formando uma espécie de capa. Somente um gênero encontra-se classificado nesta subtribo, Brownleea, com sete espécies, todas africanas.

### Subtribo Coryciinae
Coryciinae é formada por cinco gêneros e 114 espécies, caracterizados por apresentarem sépalas dotadas ou não de calcar, muitas vezes com a sépala dorsal disposta junto as pétalas formando um conjunto elmiforme, e labelo unido com a base da coluna, frequentemente apresentando grandes apêndices maiores que suas lâminas. Trata-se de um grupo parafilético.

### Subtribo Disinae
Disinae é composta por dois gêneros divididos por 178 espécies cujas flores geralmente apresentam calcar, e sépalas dorsais majoritariamente côncavas, com pétalas que não se posicionam junto à sépala dorsal e costumam apresentar tamanho muito diferente desta, menores, e labelo de comprimento maior que a coluna. Todas as espécies são nativas da área continental da África, excetuadas algumas poucas presentes no sudoeste do Oriente Médio, Madagascar e Ilha de Reunião.

### Subtribo Huttonaeinae
Huttonaeinae é formada por um só gênero com cinco espécies, Huttonaea, da África do Sul, caracterizadas por suas poucas flores, brancas ou lilases com sépalas verdes e pétalas ocasionalmente unidas na base, com lâminas pubescentes e margens intensamente fimbriadas. O labelo é semelhante ao conjunto formado pelas pétalas. A coluna é curta, contém duas polínias com dois grandes viscídios bem afastados.

### Subtribo Satyriinae
Satyriinae subordina 85 espécies, divididas por dois gêneros, dispersas pela África tropical e setentrional, Madagascar, Ilhas Comores e Reunião, Iemen, Sri-Lanka, e subcontinente indiano até o sudoeste da China e Mianmar. São espécies caracterizadas por apresentarem flores de labelo dotado de dois calcares ou flores de simetria actinomórfica. Segundo análisas moleculares recentes sabe-se que esta subtribo é a mais afastada entre as subordinadas a Diseae, sendo possível até que futuramente seja removida para posição próxima a Orchideae.